# Unterseeboot UC-48
Pour les autres navires du même nom, voir Unterseeboot 48.
L'Unterseeboot UC-48 est un sous-marin (U-Boot) mouilleur de mines allemand de type UC II utilisé par la Kaiserliche Marine pendant la Première Guerre mondiale. Le U-boot a été commandé le 20 novembre 1915, mis sur cale le 1er février 1916 et lancé le 27 septembre 1916. Il a été mis en service dans la marine impériale allemande le 6 novembre 1916 sous le nom de UC-48. En 13 patrouilles, l'UC-48 a coulé 35 navires, soit par ses torpilles, soit par les mines qu’il avait posées. L'UC-48 a été gravement endommagé par une attaque du HMS Loyal à coups de charges de profondeur le 20 mars 1918, qui a crevé les réservoirs de carburant. Incapable de retourner à Zeebruges, le bateau s’est dirigé vers Ferrol, en Espagne, où il a été Interné avec son équipage pour le reste de la guerre. Les autorités espagnoles ont démonté les hélices de l'UC-48 pour empêcher toute tentative de sa part pour quitter le port.

## Conception
Sous-marin de type UC II, l'UC-48 avait un déplacement de 420 tonnes en surface et de 502 tonnes en plongée. Il avait une longueur hors tout de 51,85 m, un maître-bau de 5,22 m et un tirant d'eau de 3,68 m. Le sous-marin était propulsé par deux moteurs diesel 6 cylindres à quatre temps produisant chacun 300 ch (220 kW), soit un total de 600 ch (440 kW), et par deux moteurs électriques produisant 460 ch (340 kW), actionnant deux arbres d'hélice.
Le sous-marin avait une vitesse maximale de 11,7 nœuds (21,7 km/h) en surface et de 6,7 nœuds (12,4 km/h) en immersion. Son autonomie était de 7280 milles marins (13480 km) à 7 nœuds (13 km/h) en surface, et de 54 milles marins (100 km) à 4 nœuds (7,4 km/h) en immersion. Il lui fallait 48 secondes pour plonger, et il était capable d’opérer à une profondeur maximale de 50 mètres.
L'UC-48 était équipé de trois tubes lance-torpilles de 480 mm, un à l’arrière et deux à l’avant, avec sept torpilles, et d’un canon de pont de 8,8 cm SK L/30. Mais son arme principale était ses six puits de mine de 1000 mm portant dix-huit mines UC 200. Son effectif était de vingt-six membres d’équipage.

## Affectations
- Flottilles des Flandres / Flandern II : du 3 février 1917 au 23 mars 1918

## Commandants
- Oberleutnant zur See Kurt Ramien : du 6 novembre 1916 au 20 octobre 1917
- Oblt.z.S. Helmut Lorenz : du 21 octobre 1917 au 23 mars 1918

## Navires coulés
| Date              | Nom                       | Nationalité    | Tonnage | Destin    |
| ----------------- | ------------------------- | -------------- | ------- | --------- |
| 16 mars 1917      | Pencaer                   | United Kingdom | 59      | Coulé     |
| 16 mars 1917      | William Martyn            | United Kingdom | 104     | Coulé     |
| 17 mars 1917      | Antony                    | United Kingdom | 6466    | Coulé     |
| 17 mars 1917      | Guard                     | United Kingdom | 38      | Coulé     |
| 21 mars 1917      | Rio Sorocaba              | United Kingdom | 4307    | Coulé     |
| 22 mars 1917      | Chorley                   | United Kingdom | 3828    | Coulé     |
| 22 mars 1917      | Providence                | United Kingdom | 2970    | Coulé     |
| 23 mars 1917      | J. B. août Kessler        | Pays-Bas       | 5104    | Endommagé |
| 25 mars 1917      | HMT Evangel               | Royal Navy     | 197     | Coulé     |
| 27 avril 1917     | Amelia & Jane             | United Kingdom | 62      | Endommagé |
| 1 mai 1917        | Raymond Ester             | France         | 20      | Coulé     |
| 2 mai 1917        | United                    | United Kingdom | 61      | Coulé     |
| 2 mai 1917        | Warnow                    | United Kingdom | 1593    | Coulé     |
| 5 mai 1917        | Feltria                   | United Kingdom | 5254    | Coulé     |
| 5 mai 1917        | Greta                     | United Kingdom | 297     | Coulé     |
| 7 mai 1917        | Kinross                   | United Kingdom | 4120    | Coulé     |
| 9 juin 1917       | Amphitrite                | Portugal       | 179     | Coulé     |
| 10 juin 1917      | Solhaug                   | Norvège        | 1217    | Coulé     |
| 13 juin 1917      | Ernestine                 | France         | 160     | Coulé     |
| 15 juin 1917      | Eugène et Eugénie         | France         | 46      | Coulé     |
| 16 juin 1917      | John D. Archbold          | United States  | 8374    | Coulé     |
| 17 juin 1917      | Anjou                     | France         | 771     | Coulé     |
| 17 juin 1917      | Antonios M. Mavrogordatos | Grèce          | 3771    | Coulé     |
| 18 juin 1917      | Tyne                      | United Kingdom | 2909    | Coulé     |
| 15 juillet 1917   | Florence Creadick         | United States  | 732     | Endommagé |
| 15 juillet 1917   | Westmeath                 | United Kingdom | 9179    | Endommagé |
| 16 juillet 1917   | Henry R. James            | United Kingdom | 3146    | Coulé     |
| 18 août 1917      | Dunkerquois               | France         | 2087    | Coulé     |
| 19 août 1917      | Monksgarth                | United Kingdom | 1928    | Coulé     |
| 19 août 1917      | Ytterøy                   | Norvège        | 1112    | Coulé     |
| 16 septembre 1917 | Sandsend                  | United Kingdom | 3814    | Coulé     |
| 17 septembre 1917 | Our Bairns                | United Kingdom | 50      | Coulé     |
| 17 septembre 1917 | Ronald                    | United Kingdom | 38      | Coulé     |
| 19 septembre 1917 | Etal Manor                | United Kingdom | 1875    | Coulé     |
| 21 septembre 1917 | Kouang-Si                 | France         | 6472    | Endommagé |
| 14 octobre 1917   | Barbro                    | Norvège        | 2356    | Coulé     |
| 14 octobre 1917   | Castro                    | Grèce          | 1994    | Coulé     |
| 15 octobre 1917   | Hovde                     | Norvège        | 1196    | Coulé     |
| 22 octobre 1917   | Aizcorri Mendi            | Espagne        | 2272    | Endommagé |
| 17 novembre 1917  | Modemi                    | Norvège        | 1481    | Coulé     |
| 30 janvier 1918   | Ange Gardien              | France         | 24      | Coulé     |